# Семёно-Александровка
Семёно-Алекса́ндровка — село в Бобровском районе Воронежской области России.
Административный центр Семёно-Александровского сельского поселения.

## Население
| 1859 | 1897  | 2000  | 2005  | 2010  |
| ---- | ----- | ----- | ----- | ----- |
| 904  | ↗3420 | ↘2060 | ↘1959 | ↘1772 |

## История
После неудачного Прутского похода в 1711 году, царь Пётр I был вынужден отдать Турции крепость Азов. Люди, жившие в ней, поселились отдельной слободой под городом Бобровом. Ныне это пригородное село Азовка. Жители Азовки получили земельный надел за Битюгом, простирающийся тонкой лентой в юго-восточную сторону на 18 вёрст. Отдалённость участка создавало неудобство для работ.
Примерно в 1730-е годы за Битюгом поселился крестьянин из Азовки. Он поставил дом на небольшой речке, которая теперь пересохла. Рядом с ним поселились другие азовцы — его родичи. У них было уличное прозвище — Леоновы, поэтому новые хутора стали называться Леоновскими. C этого и началось будущее большое село Семёно-Александровка.
Потом появились новые хутора: Семёновский, Синюковский, Александровский, Бирючий, Логовской, Роговый. На Семёновском хуторе был свой пруд. В народе все эти разбросанные дворы продолжали называть Леоновскими хуторами, а в официальных документах их считали безымянными. Десять хуторов хорошо обозначены на карте Воронежской губернии 1797 года. Они тянулись редкой цепочкой от Битюга в восточную сторону на 14 вёрст. Первый хутор находился на левом берегу Битюга, напротив того места, где расположено село Николо-Варваринка. А там, где теперь стоит село Семёно-Александровка, близко друг к другу располагалось 5 хуторов. Это означает, что не все 10 хуторов участвовали в формировании будущего села.
В дальнейшем общее название для всех хуторов — Леоновские — утрачивается. Видимо, оно просто стало забываться. Населённые пункты стали называться двумя объединяющими наименованиями: Семёновские хутора и Александровские хутора. В 1859 году в первых было 48, а во вторых — 40 дворов. Разрознённые хутора оформились в единый населённый пункт с его нынешним названием только к концу прошлого века. По данным 1887 года село уже носит название Семёно-Александровка. Оно входило тогда в Бобровскую волость. В 1863 году была построена деревянная Введенская церковь и 1894—1899 годах была перестроена по проекту архитектора С. Л. Мысловского в каменную, а в 1933 году была разрушена коммунистами.
С 18 января 1935 года в составе Хреновского района, Воронежской области в результате разукрупнения Бобровского района. 21 марта 1960 года Хреновский район был упразднён, его территория возвращена Бобровскому району.
В начале XXI века жизнь в селе заметно ухудшается. Закрылись обе бани, прекратила работать парикмахерская и исчезли уличные колонки водоснабжения.
С 2011 года на пожертвания селян в селе началось строительство православного храма.

## Визитная карточка
Визитной карточкой села является веник. В середине XX века в селе начали выращивать сорго и из него вязали веники. Жители села на своих участках выращивали эту культуру и связав этот инструмент везли на продажу. Семёно-Александровский веник уникален и удивителен, его продавали по всему Советскому Союзу. Веник вязали не проволокой и не шпагатом; для связки применяли колотую иву, что придавало товару красоту, оригинальность и прочность. Сейчас его можно встретить на рынках практически всего СНГ. В суровые 90-е годы, когда рухнуло производство и не платили зарплату, народ выживал только со своих участков, веники были главным подспорьем в этом. До сегодняшнего дня крестьянские руки жителей села выращивают эту трудоёмкую культуру.
Название села «Леоновка» бытовало в народе и в 70-е годы XX века.